# Лонг Вју (Северна Каролина)
Лонг Вју (енгл. Long View) град је у америчкој савезној држави Северна Каролина.

## Демографија
По попису из 2010. године број становника је 4.871, што је 149 (3,2%) становника више него 2000. године.
| Група             | 2000.         | 2010.         |
| Белци             | 3.723 (78,8%) | 3.425 (70,3%) |
| Афроамериканци    | 428 (9,1%)    | 554 (11,4%)   |
| Азијати           | 174 (3,7%)    | 242 (5,0%)    |
| Хиспаноамериканци | 335 (7,1%)    | 515 (10,6%)   |
| Укупно            | 4.722         | 4.871         |